# Halichondria tenuiramosa
Halichondria tenuiramosa är en svampdjursart som beskrevs av Arthur Dendy 1922. Halichondria tenuiramosa ingår i släktet Halichondria och familjen Halichondriidae.
Artens utbredningsområde är Indiska oceanen. Inga underarter finns listade i Catalogue of Life.